# بيتر هوراليك
بيتر هوراليك (مواليد 21 يوليو 1986) هو مصور فلك تشيكي، مشهور لعلم الفلك وفنان.

## علم الفلك والتصوير الفلكي

### حياة سابقة
عمل كمتطوع في مرصد باردوبيتس في 1999-2010 ودرس الفيزياء النظرية والفيزياء الفلكية في جامعة ماساريك في برنو (2007-2011). خلال هذه الفترة، في عام 2011، بدأ بالتصوير الفلكي.

### جزيرة أيتوتاكي
في عام 2014 اشترى تأشيرة عطلة العمل وسافر إلى نيوزيلندا. من خلال العمل في بساتين الفاكهة لمدة 4 أشهر، تمكن من كسب ما يكفي من المال لتحقيق هدفه الوحيد: السفر إلى جزر كوك والتقاط (ربما) أول صورة ليلية مع درب التبانة على جزيرة أيتوتاكي الشهيرة.

### سفير صور ESO
في يناير 2015، أصبح بيتر هوراك سفيراً للصور رقم 22 للمرصد الأوروبي الجنوبي. يركز في الغالب على صور فولدوم فائقة الدقة وصور بانورامية للسماء ليلاً فوق مراصد ESO، والتي يمكن استخدامها بحرية في القباب السماوية الرقمية. من خلال هذا العمل، شارك في برنامج ESO سوبر نوفا القبة السماوية وأمبير. مركز الزوار.

### التأثير العلمي
كان للعديد من صوره تأثير علمي. وهنا بعض الأمثلة:
- تمت معالجة بيانات كسوف الشمس الهجين لعام 2013 في أوغندا من قبل عالم رياضيات وعالم كمبيوتر، الأستاذ ميلوسلاف دروكمولر.[5]
- كشف التصوير المتطور والمعالجة اللاحقة لضوء البروج فوق مرصد ESO مرصد لاسيلا في أبريل 2016 عن تراكيب في نطاق البروج، وتم نشر الصورة في المرصد الأوروبي الجنوبي 164 (يونيو 2016).[6] بالإضافة إلى صورة الأسبوع ESO.[7][8]

### الجوائز
تم اختيار صور بيتر هوراليك عدة مرات لتكون صورة اليوم لعلم الفلك لوكالة ناسا وصورة الأسبوع ESO والتصوير الفلكي التشيكي للشهر.

## كويكب هوراليك 6822
تم اكتشاف الكويكب هوراليك 6822 أو (6822) 1986 UO بواسطة زديكا فافروفا في 28 أكتوبر 1986، في مرصد Kle، جمهورية التشيك. إنها حوالي 5 كويكب بعرض كيلومتر تدور حول الشمس في حزام الكويكبات الرئيسي مع نقطة الحضيض عند 1.943 AU وقبا 3.235 AU من الشمس.

## فن
بيتر هوراليك فنان أيضًا. يركز على الرسومات، وخاصة الصور النسائية والرسومات العاطفية.

## وصلات خارجية
- صور Petr Horálek في أرشيف ESO
- الموقع الرسمي ل Petr Horálek